# Аджуранський султанат
2°54′54″ пн. ш. 43°18′00″ сх. д. / 2.914889° пн. ш. 43.300135° сх. д.
Аджура́нський султанат — держава (імамат), що існувала в долині річки Вебі-Шебелі, на території сучасних Сомалі та Ефіопії, в XV—XVII століттях.
Держава заснована скотарським племенем аджуран (з групи племен хавія) та частково підкореним сомалійським напівосілим племенем джидду (з групи дігіль). Столицею країни було поселення Калафо (сучасне місто Келлафо (Ефіопія)), що знаходиться на торгових шляхах з Могадишо та Меркі в області Ефіопського нагір'я.
В країні була кастово-племінна система управління, яка забезпечувала владу аджуран над іншими кочовими та напівосілими скотарськими племенами та над землеробами етно-каствої групи шебеле, які платили натуральну ренту. Ремісники складали найнижчу касту. Головною релігією був іслам, головою держави — імам (теократія). На Аджуран поширювався політичний та культурний вплив султанату Могадішо. Країна вела часті війни з іншими племенами хавія, а також з оромо. В XVII столітті Аджуран був знищений сомалійськими племенами.